# 野呂慎治
野呂 真治（のろ しんじ）は、日本のスタントマン、カースタントコーディネーター。
テレビドラマ「あぶない刑事」シリーズ、「刑事魂」また「首都高速トライアル」（part3以降）を担当した。有限会社ラッキー所属。